# روبرت كونتي
روبرت كونتي (بالإنجليزية: Robert Conti)‏ هو معلم موسيقى أمريكي، ولد في 21 نوفمبر 1945 في فيلادلفيا في الولايات المتحدة.

## وصلات خارجية
- روبرت كونتي على موقع ميوزك برينز (الإنجليزية)
- روبرت كونتي على موقع أول ميوزيك (الإنجليزية)